# Camissonia kernensis
Camissonia kernensis är en dunörtsväxtart som först beskrevs av Philip Alexander Munz, och fick sitt nu gällande namn av John Earle Raven. Camissonia kernensis ingår i släktet Camissonia och familjen dunörtsväxter. Utöver nominatformen finns också underarten C. k. gilmanii.